# Kustskinnlav
Kustskinnlav (Leptogium magnussonii) är en lavart som beskrevs av Degel. & P. M. Jørg. Kustskinnlav ingår i släktet Leptogium och familjen Collemataceae.  Arten är reproducerande i Sverige. Inga underarter finns listade i Catalogue of Life.